# Pałac Stadnickich w Krakowie
Pałac Stadnickich (także Kamienica Pod Kozłem) – zabytkowy pałac miejski, znajdujący się w Krakowie, w dzielnicy I Stare Miasto przy ul. Grodzkiej 40, na rogu z ul. Poselską 13, na Starym Mieście.
Pierwszy budynek w tym miejscu powstał w XIV wieku. W XVI wieku został on nabyty przez Marcina Stadnickiego. Późniejszy pałac powstał w wyniku przebudowy dawnych kamienic. Pozostałością po jednej z nich jest stary portal kamienny zachowany w sieni na parterze. W połowie XIX w. właścicielem rezydencji był Edward Maria Adolf Stadnicki, z którego polecenia dokonana została restauracja i przebudowa gmachu w stylu drugiego rokoka. Autorem projektu tej przebudowy był Teofil Żebrawski, który ozdobił pałac bogatą ornamentyką, pokrywającą płaszczyzny międzyokienne. Elewacje zwieńczyła kolumienkowa attyka, zasłaniająca wysoki dach. Powstały też reprezentacyjne wnętrza. W tej formie – z niewielkimi tylko zmianami – budowla dotrwała do naszych czasów.
W 1942 w parterze kamienicy przebito podcienia.

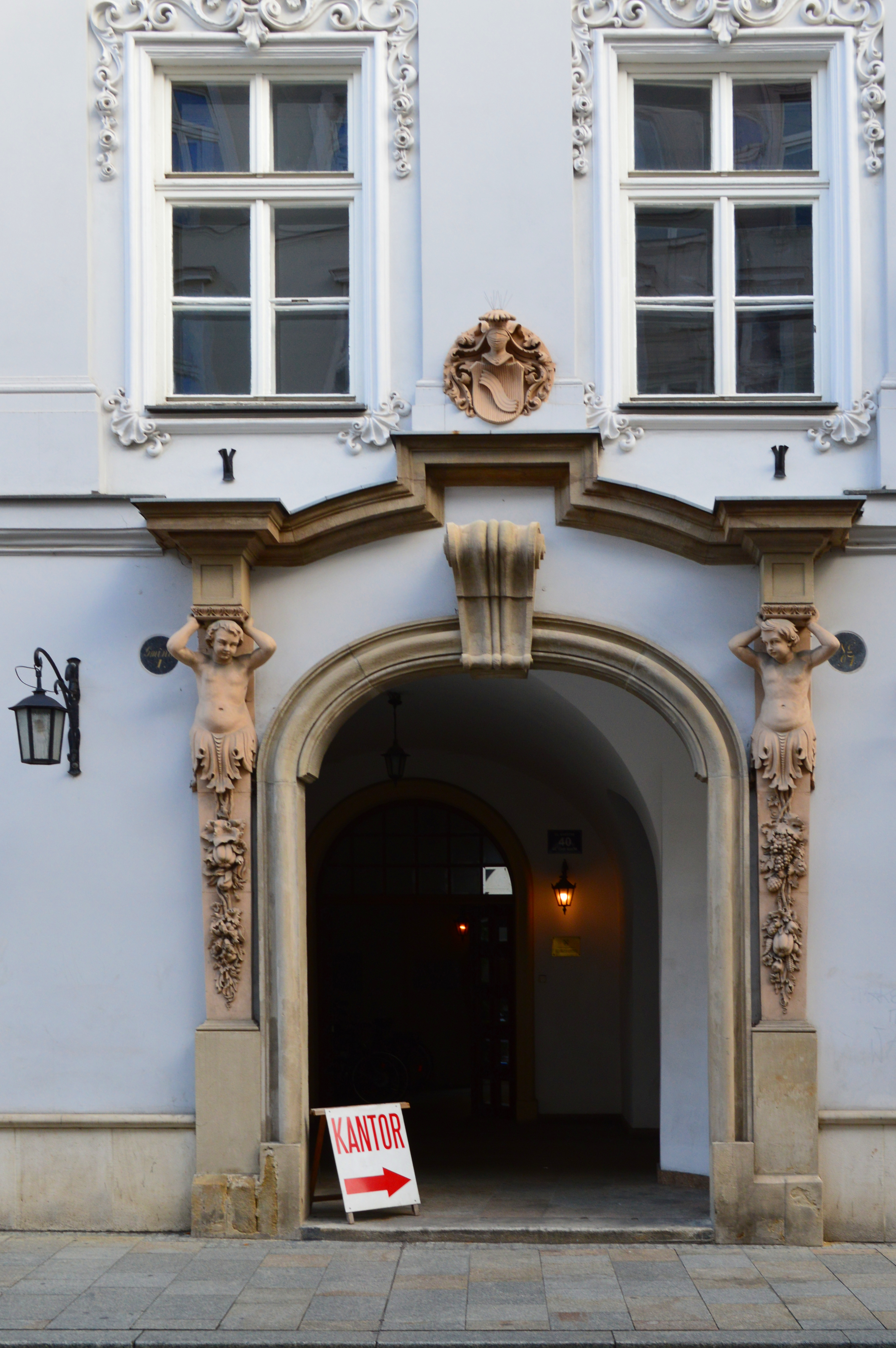
Portal